# گری ویلسون
گری ویلسون (انگلیسی: Gary Wilson؛ زادهٔ ۱۱ اوت ۱۹۸۵) اسنوکرباز حرفه‌ای اهل انگلستان است.
ویلسون اولین بار در سال ۲۰۰۴ به جمع حرفه‌ای‌ها پیوست. با این حال از سال ۲۰۰۶ تا سال ۲۰۱۳ موفق به باقی ماندن در جمع حرفه‌ای‌ها نشده و در طول دوران آماتوری خود مدتی را به عنوان راننده تاکسی، متصدی بار و به کار در یک کارخانه مواد غذایی منجمد مشغول بود.
ویلسون به توانایی کنترل توپ و حفظ بریک مورد توجه بوده‌است. او موفق به کسب ۲ عنوان قهرمانی مؤثر در رتبه شامل مسابقات آزاد اسکاتلند سال ۲۰۲۲ (2022 Scottish Open) و مسابقات آزاد اسکاتلند سال ۲۰۲۳ (2023 Scottish Open) شده‌است
در حال حاضر بهترین رتبهٔ او در رتبه‌بندی جهانی (تا تاریخ آوریل ۲۰۲۴) ۱۰ بوده و پنج ماکزیمم بریک در کارنامهٔ خود به ثبت رسانده‌است.